# Мчедлишвили, Давид Васильевич
Давид Васильевич Мчедлишвили (груз. დავით ვასილის-ძე მჭედლიშვილი, 1914, Тифлисская губерния — 2001, Тбилиси) — советский хозяйственный, государственный и политический деятель.

## Биография
Родился в 1914 году в Сигнахи. Член КПСС с 1939 года.
С 1931 года — на хозяйственной, общественной и политической работе. В 1931—1980 гг. — ответственный секретарь, заместитель редактора районной газеты, в редакции газеты «Молодой коммунист», журнала «Молодой большевик», редактор журнала «Пионер», газеты «Молодой коммунист», секретарь ЦК ЛКСМ Грузии, заведующий Отделом пропаганды и агитации ЦК КП(б) Грузии, редактор журнала «Большевик», редактор областной газеты «Победа», редактор газеты «Комунисти», секретарь ЦК КП Грузии, редактор газеты «Комунисти».
Избирался депутатом Верховного Совета Грузинской ССР 4-9-го созыва.
Делегат XX съезда КПСС.
Умер в 2001 году.